# قلعه تسخیر شده
قلعه تسخیر شده (به انگلیسی: The Enchanted Castle) عنوان کتابی است از نویسندهٔ انگلیسی ادبیات کودک و نوجوان، ادیت نسبیت که در سال ۱۹۰۷ به چاپ رسید.